# Qualificazioni al campionato mondiale femminile di calcio 2023 - UEFA - Play-off
I play-off delle qualificazioni al campionato mondiale femminile di calcio 2023 del girone UEFA si sono disputati per determinare l'accesso della decima e dell'undicesima nazionale associata all'UEFA alla fase finale del campionato mondiale di Australia-Nuova Zelanda 2023 e quale invece ha avuto accesso al play-off intercontinentale.

## Formato
Dopo la conclusione della fase a gironi, per determinare le ultime partecipanti al campionato mondiale FIFA le sei nazionali classificate con il peggior risultato contro la prima, terza, quarta e quinta squadra nei loro rispettivi gruppi si qualificheranno al primo turno che saranno disputati in gara unica. Le tre nazionali vincitrici si qualificheranno al secondo turno, che saranno sempre in gara unica, a cui si aggiungeranno le tre nazionali classificate con il miglior risultato contro la prima, terza, quarta e quinta squadra nei loro rispettivi gruppi.
Per ogni partita, la squadra che ha segnato più gol ha accesso al turno successivo. Se il punteggio resta in parità si disputeranno dei tempi supplementari di 30 minuti, suddivisi in due tempi da 15 minuti ciascuno. Se al termine dei supplementari persiste la parità la qualificazione sarà decisa ai tiri di rigore.

### Raffronto tra le seconde classificate
Le partite contro la squadra giunta sesta in ogni gruppo non sono incluse in questa classifica. Di conseguenza, sono otto le partite conteggiate tra quelle giocate da ciascuna squadra ai fini della seconda tabella.
La classifica delle seconde classificate è determinata dai seguenti parametri in questo ordine:
1. Maggior numero di punti
2. Differenza reti
3. Maggior numero di reti segnate
4. Maggior numero di reti segnate in trasferta
5. Posizione nel sistema di classificazione del coefficiente UEFA per nazionali femminili;

| Pos | Gr | Squadra              | Pt | G | V | N | P | GF | GS | DR  |
| --- | -- | -------------------- | -- | - | - | - | - | -- | -- | --- |
| 1.  | G  | Svizzera             | 19 | 8 | 6 | 1 | 1 | 23 | 4  | +19 |
| 2.  | C  | Islanda              | 18 | 8 | 6 | 0 | 2 | 25 | 3  | +22 |
| 3.  | A  | Irlanda              | 17 | 8 | 5 | 2 | 1 | 26 | 4  | +22 |
| 4.  | D  | Austria              | 16 | 8 | 5 | 1 | 2 | 34 | 6  | +28 |
| 5.  | F  | Belgio               | 16 | 8 | 5 | 1 | 2 | 30 | 7  | +23 |
| 6.  | B  | Scozia               | 16 | 8 | 5 | 1 | 2 | 22 | 13 | +9  |
| 7.  | H  | Portogallo           | 16 | 8 | 5 | 1 | 2 | 18 | 9  | +9  |
| 8.  | I  | Galles               | 14 | 8 | 4 | 2 | 2 | 13 | 5  | +8  |
| 9.  | E  | Bosnia ed Erzegovina | 11 | 8 | 3 | 2 | 3 | 9  | 17 | -8  |

Legenda:
      Ammesse al secondo turno
      Ammesse al primo turno

### Sorteggio
Il sorteggio si è svolto il 9 settembre 2022. Le nove squadre saranno sorteggiate in sei spareggi senza alcuna testa di serie, con la prima squadra sorteggiata per essere la squadra che giocherà in casa.
- Primo turno: le peggiori sei seconde classificate accedono al primo turno e sono sorteggiate in tre spareggi.
- Secondo turno: le migliori tre seconde classificate accedono direttamente al secondo turno e, insieme alle tre vincitrici del primo turno, sono sorteggiate in altri tre spareggi.

## Partite

### Primo turno
| Squadra 1  | Risultato   | Squadra 2            |
| ---------- | ----------- | -------------------- |
| Scozia     | 1 - 0 (dts) | Austria              |
| Galles     | 1 - 0 (dts) | Bosnia ed Erzegovina |
| Portogallo | 2 - 1       | Belgio               |

#### Risultati
| Arbitro: | Jana Adámková |

|              |           |  |
| Harrison 92’ | Marcatori |  |

| Arbitro: | Marta Huerta de Aza |

|                 |           |  |
| Fishlock 105+2’ | Marcatori |  |

| Arbitro: | Kateryna Monzul' |

|                            |           |                     |
| Di. Silva 29’ F. Pinto 89’ | Marcatori | 40’ (rig.) Wullaert |

### Secondo turno
| Squadra 1  | Risultato   | Squadra 2 |
| ---------- | ----------- | --------- |
| Scozia     | 0 - 1       | Irlanda   |
| Svizzera   | 2 - 1 (dts) | Galles    |
| Portogallo | 4 - 1 (dts) | Islanda   |

#### Risultati
| Arbitro: | Esther Staubli |

|  |           |             |
|  | Marcatori | 72’ Barrett |

| Arbitro: | Tess Olofsson |

|                          |           |             |
| Bachmann 45’ Humm 120+1’ | Marcatori | 19’ Roberts |

| Arbitro: | Stéphanie Frappart |

|                                                                 |           |                  |
| C. Costa 55’ (rig.) Di. Silva 92’ T. Pinto 108’ Nazareth 120+1’ | Marcatori | 59’ Viggósdóttir |

### Raffronto tra le vincitrici
Nella classifica delle tre vincitrici, vengono combinati i loro risultati ottenuti nei rispettivi gironi e nel secondo turno dei play-off. I risultati ottenuti contro le seste classificate e nel primo turno dei play-off non vengono considerati. Di conseguenza, ai fini di determinare la classifica, vengono conteggiate nove partite giocate da ciascuna squadra. Le due vincitrici meglio classificate si qualificheranno per la fase finale, mentre la vincitrice terza classificata avanzerà al play-off intercontinentale.
| Pos | Squadra    | Pt | G | V | N | P | GF | GS | DR  |
| --- | ---------- | -- | - | - | - | - | -- | -- | --- |
| 1.  | Svizzera   | 22 | 9 | 7 | 1 | 1 | 25 | 5  | +20 |
| 2.  | Irlanda    | 20 | 9 | 6 | 2 | 1 | 27 | 4  | +23 |
| 3.  | Portogallo | 19 | 9 | 6 | 1 | 2 | 22 | 10 | +12 |

Legenda:
      Qualificate alla fase finale
      Qualificata al play-off intercontinentale

## Statistiche

### Classifica marcatrici
2 reti
- Diana Silva

1 rete
- Tessa Wullaert (1 rig.)
- Jessica Fishlock
- Rhiannon Roberts
- Amber Barrett
- Glódís Perla Viggósdóttir
- Francisca Nazareth
- Carole Costa (1 rig.)
- Fátima Pinto
- Tatiana Pinto
- Abi Harrison
- Ramona Bachmann
- Fabienne Humm